# Macropsis tunicata
Macropsis tunicata är en insektsart som beskrevs av Hamilton 1983. Macropsis tunicata ingår i släktet Macropsis och familjen dvärgstritar. Inga underarter finns listade i Catalogue of Life.